# Berlin-Rummelsburg
Rummelsburg ist ein Ortsteil im Bezirk Lichtenberg in Berlin. Im allgemeinen Sprachgebrauch wird die Bezeichnung vor allem für das Gebiet um den gleichnamigen S-Bahnhof verwendet.

## Geschichte

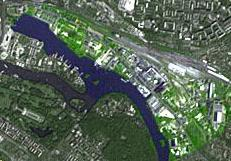
Satellitenbild von Rummelsburg

Das erste Gebäude Rummelsburgs war eine Ziegelei, die sich ab 1669 am Ufer des Rummelsburger Sees (damals: Stralauer See) befand. Im 18. Jahrhundert entwickelte sich daraus eine Meierei, die zunächst als Charlottenhof bezeichnet wurde. Nach 1775 sind ebenfalls Fischereien und Gärtnereien nachgewiesen. Als die Meierei vom Weinhändler Johann Jakob Rummel gekauft und in ein Wirtshaus umgewandelt wurde, nannte er sie Rummelsburg. Dieser Name übertrug sich auf die entstehende Ansiedlung.
Im Jahr 1861 wurde Rummelsburg, bis dahin Exklave Berlins im Kreis Niederbarnim, dem Gutsbezirk Boxhagen eingegliedert. Im Jahr 1859 wurde hier das Friedrichs-Waisenhaus eröffnet, 1867 die Gesellschaft für Anilinfabrikation mbH gegründet, der Vorläufer der Agfa. Zwischen 1872 und 1875 entstand die – teilweise von britischen Bauingenieuren errichtete – Victoriastadt, 1877–1879 das städtische Arbeitshaus Rummelsburg (später: Gefängnis Rummelsburg). Zwischen 1890 und 1892 wurde die evangelische Erlöserkirche erbaut.
Am 30. Januar 1889 wurde der Gutsbezirk aufgelöst und die eigenständige Gemeinde Boxhagen-Rummelsburg gebildet, die nun aus vier Siedlungskernen bestand – dem Boxhagener Vorwerk mit seiner Siedlungskolonie, den Etablissements von Rummelsburg, der Kolonie Victoriastadt und der Kolonie Lichtenberger Kietz. Begünstigt durch die Anlage des Bahnhofs Stralau-Rummelsburg im Jahre 1882 (heute: Bahnhof Ostkreuz) kam es in den folgenden Jahren zu einem raschen Wachstum von Wohn- und Industriebebauung.
Die Einwohnerzahlen im 19. Jahrhundert steigerten sich mit der raschen industriellen Entwicklung von 1875 mit 2.135 auf rund 20.000 im Jahr 1895 und mehr als 50.000 im Jahr 1910.
Am 1. April 1912 kam Boxhagen-Rummelsburg zur Stadt Lichtenberg und mit der Bildung von Groß-Berlin am 1. Oktober 1920 in den Bezirk Lichtenberg der deutschen Hauptstadt.
Vom 21. Mai 1927 bis in die 1950er Jahre befand sich in der Köpenicker Chaussee 1–4, unmittelbar am Rummelsburger See, das Städtische Flußbad Lichtenberg. Neben 26.000 m² Sandstrand befanden sich hier ein kleineres Schulbecken, ein großes Sportbecken (25 m × 100 m) und ein kleineres Warmbecken, dessen Wasser in der kühleren Jahreszeit mit der Abwärme des benachbarten Kraftwerks Klingenberg erwärmt wurde. Ein viertes Becken war dem Zehnmeter-Sprungturm vorbehalten. Die Gesamtfläche des Bades umfasste 50.000 m².
Bei einer Neugliederung des Bezirks im Jahr 2002 (ein Jahr nach der Berliner Bezirksreform) wurde Rummelsburg zu einem eigenständigen Ortsteil. Dieser erstreckt sich seither mit dem Gebiet um die Weitlingstraße bis zum Bahnhof Lichtenberg. Hier dominiert Wohnbebauung aus der Zeit Anfang des 20. Jahrhunderts.

## Bebauung

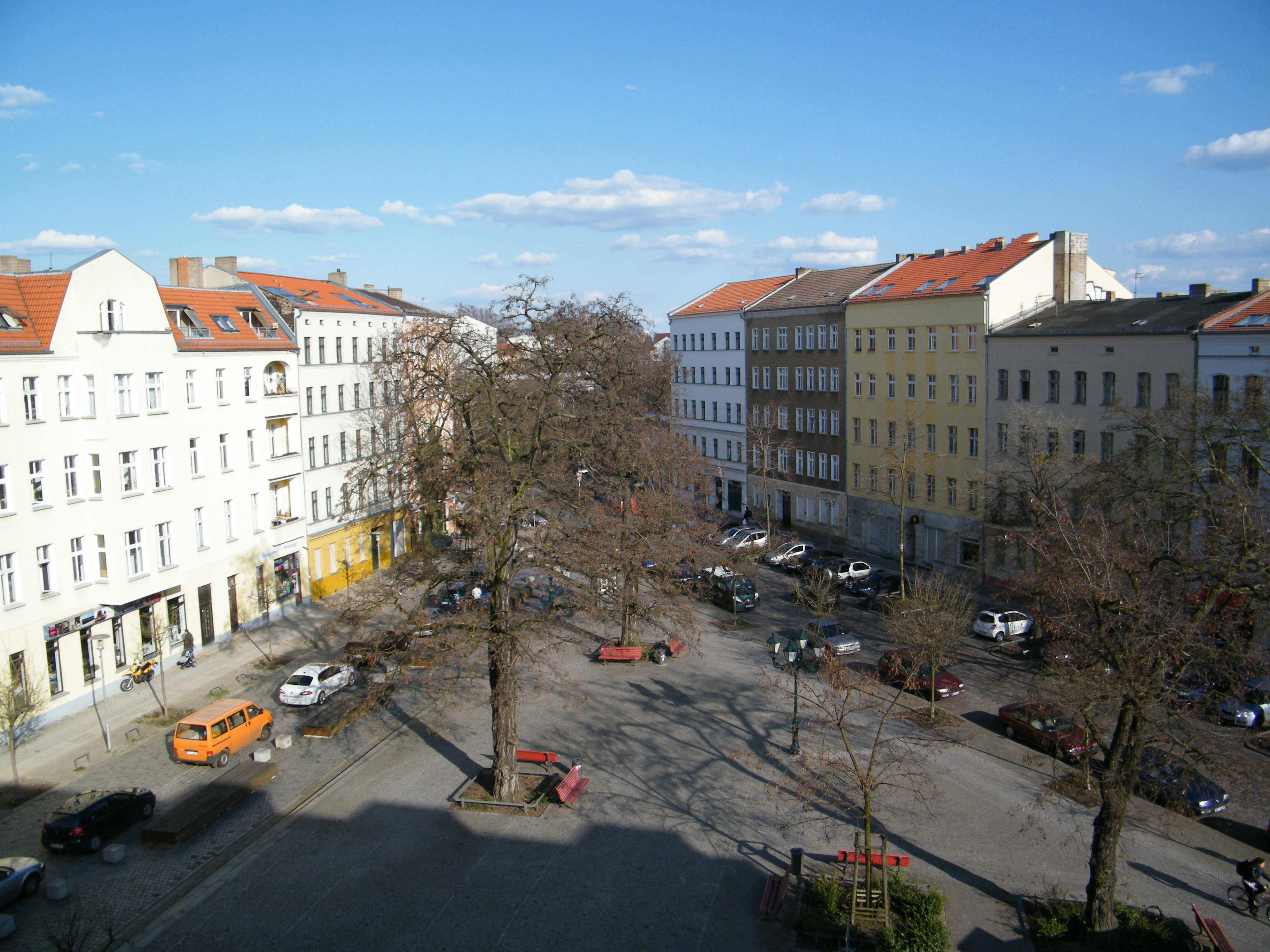
Victoriastadt, Tuchollaplatz

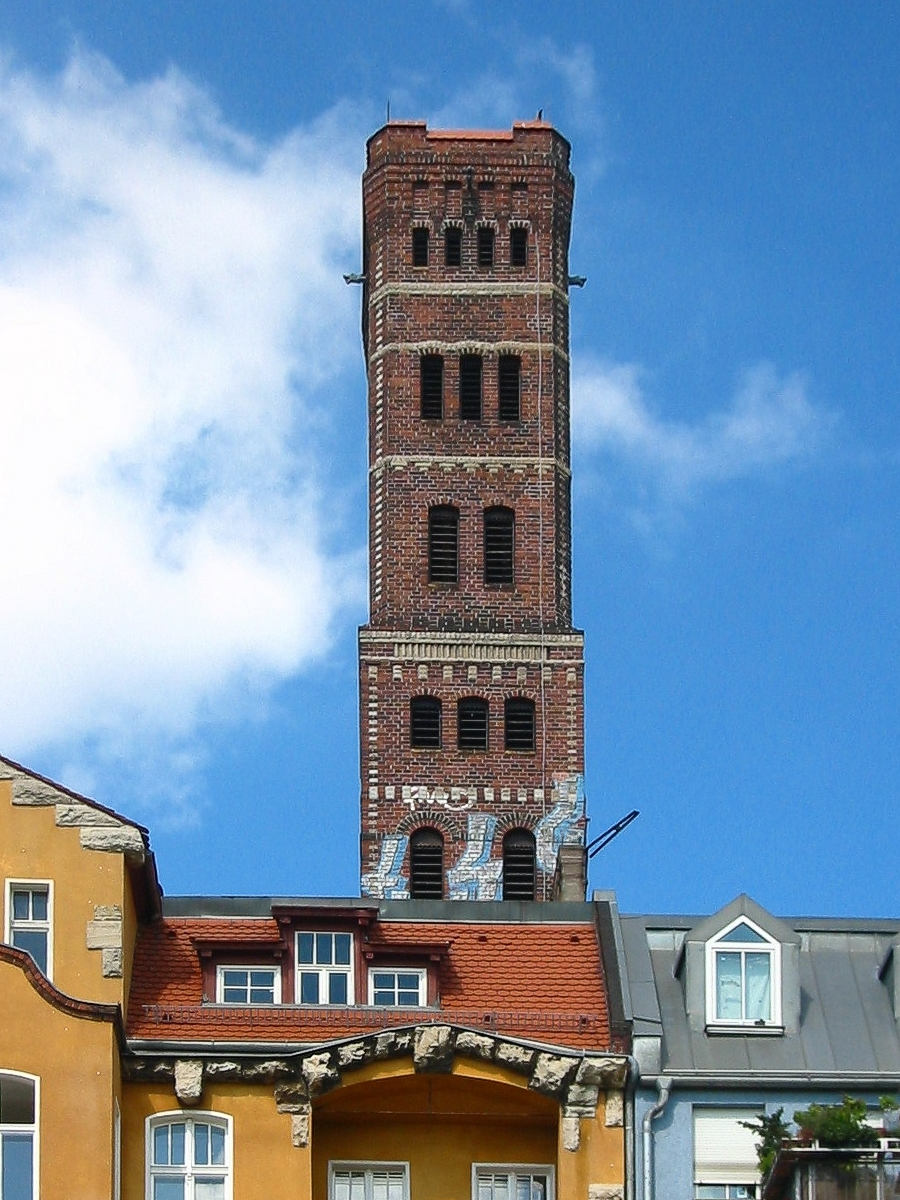
Schrotkugelturm

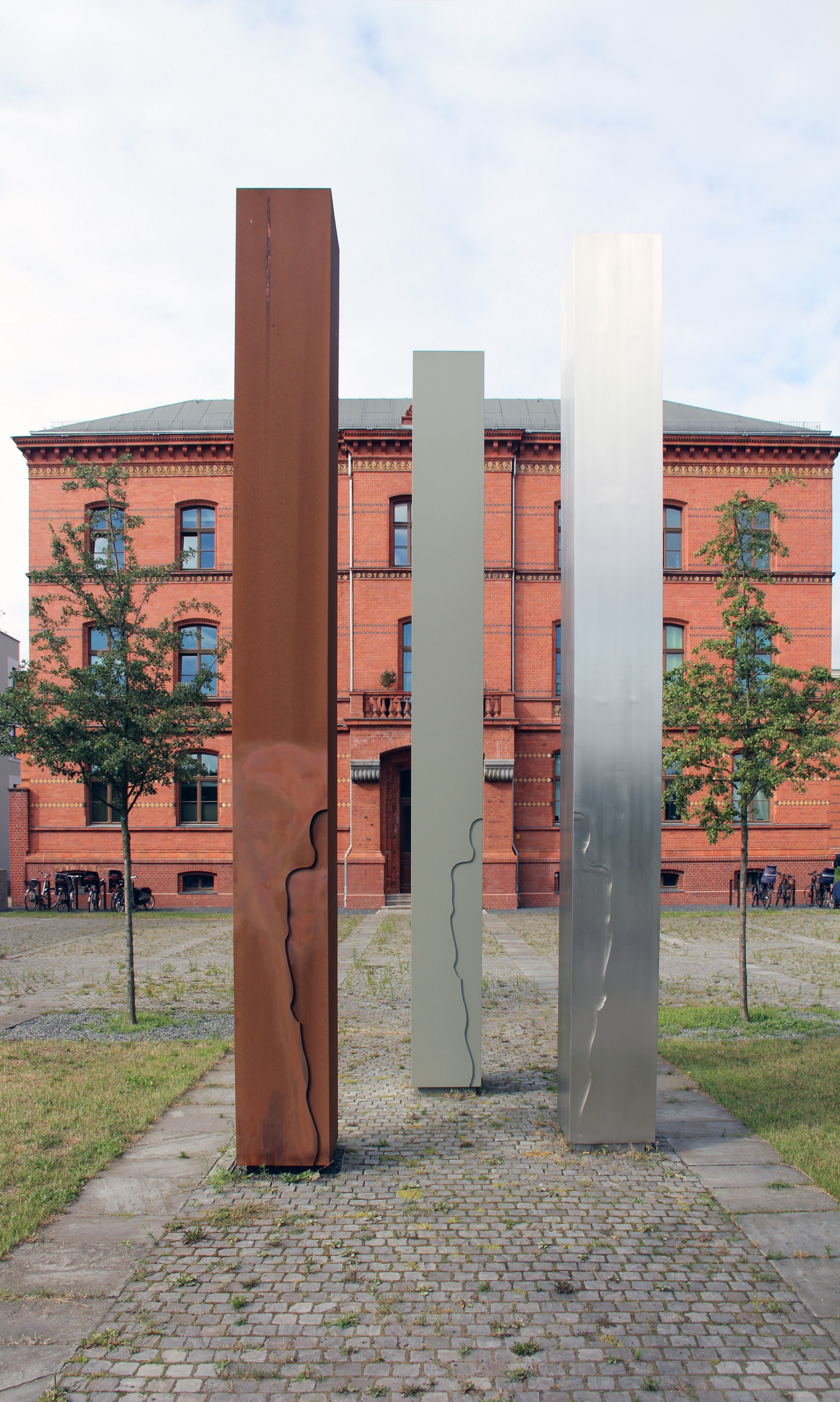
Ehemaliges Gefängnis Rummelsburg

Der Ortsteil liegt langgestreckt zwischen der Ringbahn um den Bahnhof Ostkreuz im Nordwesten und dem Blockdammweg im Südosten und grenzt im Süden an die Spree und ihren Ausläufer, den Rummelsburger See (auch: Rummelsburger Bucht). Der Ortsteil wird von der breiten Trasse der Hauptstraße/Köpenicker Chaussee und der Eisenbahnstrecke nach Frankfurt/Oder (S-Bahn-Linie S3) durchzogen. Ein Ortszentrum gibt es nicht.
Im Nordwesten des Ortsteils liegt das gründerzeitliche Wohngebiet Victoriastadt (auch Kaskelkiez genannt) mit dem Museum Lichtenberg im Stadthaus in der Türrschmidtstraße und mit dem Wahrzeichen der Victoriastadt, dem Schrotkugelturm in der Nöldnerstraße. Daran anschließend herrscht um den Bahnhof Berlin-Rummelsburg und die Fischerstraße lockere Bebauung vor. An der Schlichtallee/Fischerstraße liegt ein Schulkomplex, der von Max Taut entworfen wurde und zu den größten Schulneubauten der Weimarer Republik zählt.
An den Ufern des Rummelsburger Sees entstand in den 2000er Jahren, teilweise unter Einbeziehung alter Bausubstanz, die Wasserstadt Rummelsburg.
Das zwischen 1854 und 1859 errichtete Friedrichs-Waisenhaus Rummelsburg in der Hauptstraße diente zur Unterbringung elternloser Jungen und Mädchen, die in Berlin und der Umgebung aufgegriffen worden waren. In der Zeit der DDR war auf dem Gelände das Grenzregiment 36 untergebracht, das für die Bewachung der Berliner Mauer zwischen der Eberswalder Straße im Stadtbezirk Prenzlauer Berg und der Mündung des Landwehrkanals in die Spree im Stadtbezirk Treptow verantwortlich war. Für die Insassen des Waisenhauses entstand hier 2014 der Gedenkort Rummelsburg.
Das ebenfalls in der Hauptstraße gelegene, 1877–1879 gebaute Städtische Arbeitshaus Rummelsburg wurde in der DDR als Haftanstalt Rummelsburg genutzt. Seit 2007 sind die Gebäude zu Eigentums- und Mietwohnungen umgebaut worden.
Weiter in Richtung Südosten dominieren Industriebebauung und das ausgedehnte Gelände des Betriebsbahnhofs Rummelsburg, in dem Fernzüge der Deutschen Bahn gewartet werden.
Eines der Wahrzeichen des Ortsteils ist das im Südosten Rummelsburgs nahe der Spree gelegene Elektrizitäts- und Heizkraftwerk Klingenberg, benannt nach dessen Konstrukteur, dem Elektroingenieur Georg Klingenberg. Es wurde 1925–1926 errichtet und galt lange als die größte und modernste Anlage Europas. Es stellt auch heute einen Großteil der Energieversorgung der Stadt Berlin.
Der Ortsteil hat Anschluss an das Berliner S-Bahn-Netz mit den Bahnhöfen Rummelsburg und Betriebsbahnhof Rummelsburg an der Linie S3 sowie Nöldnerplatz und Lichtenberg an den Linien S5, S7 und S75. Vom Bahnhof Lichtenberg verkehren Regionalbahnlinien nach Templin, Eberswalde und Senftenberg, Werneuchen und Kostrzyn. Außerdem besteht hier ein Übergang zur U-Bahn-Linie U5. Der S-Bahnhof Ostkreuz liegt am Rande des Ortsteils.
Außerdem wird das Gebiet von der Straßenbahnlinie 21 und mehreren Buslinien erschlossen.

## Bevölkerung
| Jahr | Einwohner |
| ---- | --------- |
| 2007 | 17.308    |
| 2010 | 20.010    |
| 2015 | 22.390    |
| 2020 | 25.697    |

| Jahr | Einwohner |
| ---- | --------- |
| 2021 | 25.866    |
| 2022 | 26.658    |
| 2023 | 26.996    |
| 2024 | 27.577    |

Quelle: Statistischer Bericht A I 5. Einwohnerregisterstatistik Berlin. Bestand – Grunddaten. 31. Dezember. Amt für Statistik Berlin-Brandenburg (jeweilige Jahre)

## Wirtschaft und Industrie

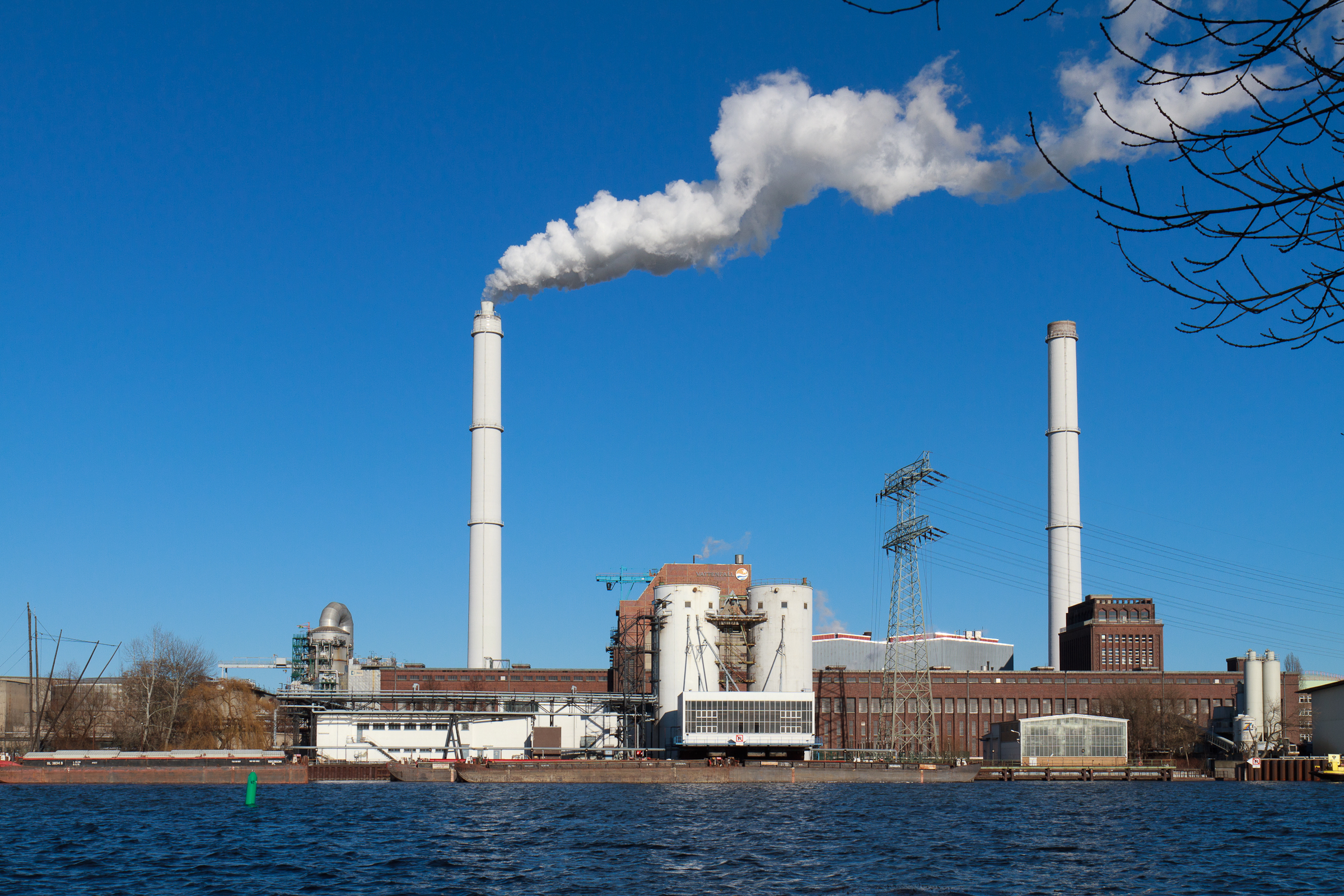
Kraftwerk Klingenberg

### Vom Ende des 19. Jahrhunderts bis 1945
Große Gebiete in Rummelsburg, an der Hauptstraße und an der Köpenicker Chaussee gelegen, entwickelten sich in dem genannten Zeitraum zu bedeutenden Wirtschaftsfaktoren in Rummelsburg. Dazu trugen insbesondere folgende Unternehmen bei:
- Knorr-Bremse
- I.G. Farben AG Aceta
- Kraftwerk Klingenberg
- Gaswerk Lichtenberg mit Betriebswohnungen
- Norddeutsche Eiswerke
- Großmarkt für Gänse und Schweine,[9] 1903 geschlossen

Auch der Bau und der Betrieb des damaligen Auguste-Viktoria-Krankenhauses in der Nöldnerstraße und der Verkehr über den Betriebs- und Abstellbahnhof Rummelsburg bestimmten die Wirtschaft in Rummelsburg.

### Zwischen 1945 und 1990

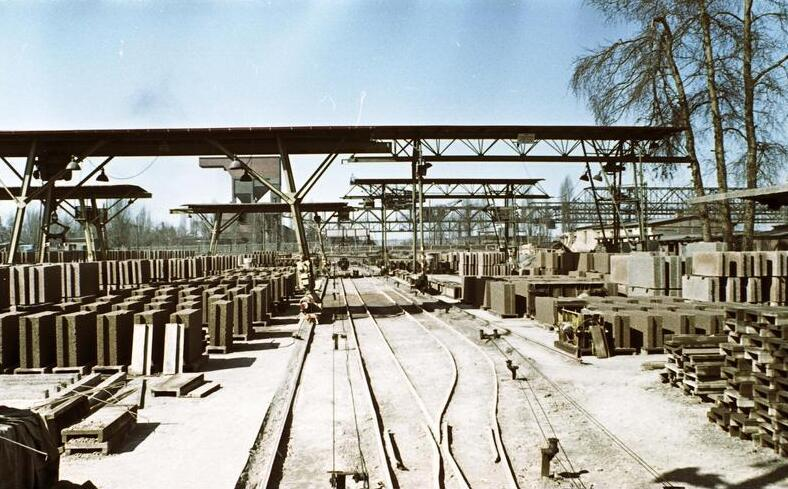
Betonwerk Rummelsburg, 1960

Im Ergebnis des Zweiten Weltkriegs wurden die Unternehmen Knorr-Bremse und I.G. Farben enteignet. Das Kraftwerk und die Gaswerke konnten anfangs wegen demontierter Maschinen oder wegen fehlender Rohstoffe nicht arbeiten. Erst ab 1952 begann wieder eine nennenswerte Erzeugung von Industriegütern. Die Fabriken wurden zu volkseigenen Betrieben. Beispiele für Einrichtungen mit hoher Wirtschaftskraft in Rummelsburg waren:
- Berliner Bremsenwerk
- Betonplattenwerk Rummelsburg des Wohnungsbaukombinats Berlin, Betriebsteil III
- Betriebsbahnhof Rummelsburg
- Ingenieurschule für Maschinenbau und Elektrotechnik in der Marktstraße

### Seit 1990
Als Folge des politischen und wirtschaftlichen Wandels seit 1990 wurden viele Betriebe schrittweise abgewickelt. Übrig blieben vor allem kleine oder mittelständische Handwerksbetriebe.
Das Kraftwerk Klingenberg beliefert den Berliner Strommarkt und ist wichtiger Lieferant von Fernwärme für den Ostteil der Stadt. Die Braunkohleverfeuerung wurde 2017 beendet und das Kraftwerk voll auf Erdgas umgestellt.
1995 entstand das Einkaufszentrum Victoriacenter an der Marktstraße. Im Gebäude des Berliner Bremsenwerks in der Hirschberger Straße ist die Deutsche Rentenversicherung Bund mit der Abteilung „Versorgungsträger für Zusatzversorgungssysteme“ ansässig.
Auf dem Rummelsburger Betriebsbahnhof entstand als Neubau das ICE-Bahnbetriebswerk der Deutschen Bahn. Die ICE-2-Flotte ist hier beheimatet. Der heutige Betriebsbahnhof Rummelsburg teilt sich in zwei Bereiche: Im südlichen Bereich befindet sich die ICE-Halle und im nördlichen Bereich die Reisezugwagenhalle.

## Bildung
- Robinson-Schule (Grundschule), Wönnichstraße 7
- Schule an der Victoriastadt (Grundschule), Nöldnerstraße 44, 1890/91 gebaut und unter dem Namen Zentralschulhaus für Boxhagen-Rummelsburg gegründet, zwischenzeitliche Unterbringung eines Evangelischen Oberlyzeums, seit 1990 Schule an der Victoriastadt
- Immanuel-Kant-Gymnasium, Lückstraße 63, 1905 als Privatschule für Mädchen und Jungen in Karlshorst gegründet, seit 1921 der Name Kant-Schule, 1947 Umzug in die heutige Max Taut Schule, 1988 Umzug in die Schulze-Boysen-Straße 38, seit 1991 in der Lückstraße 63, 2008 Fusion mit dem Georg-Forster-Gymnasium[11]
- Friedrich-List-Schule (Oberstufenzentrum), Marktstraße 2–3 und Fischerstraße 32, 1906/7 als Realgymnasium gegründet, im Ersten Weltkrieg und Zweiten Weltkrieg reine Jungenschule, gegen Ende des Krieges als Lazarett verwendet, während der Schulbetrieb weiterhin fortgeführt wurde, seit 1995 Oberstufenzentrum Bürowirtschaft II[12]
- Max Taut Schule (Oberstufenzentrum), Fischerstraße 36, seit 1997 benannt nach ihrem Architekten Max Taut[13]

## Persönlichkeiten
Söhne und Töchter des Ortsteils
- Adolph Schlicht (1840–1910), Kommunalpolitiker
- Johannes Harting (1868–1951), Physiker
- Julius Asch (1875–1932), Gewerkschafter
- Karl Okonsky (1880–1974), Politiker (SPD)
- Alfred Kowalke (1907–1944), Kommunist und Widerstandskämpfer gegen den Nationalsozialismus
- Margarete Steffin (1908–1941), Schauspielerin und Schriftstellerin
- Arthur Weisbrodt (1909–1944), Widerstandskämpfer gegen den Nationalsozialismus
- Erwin Nöldner (1913–1944), Kommunist und Widerstandskämpfer gegen den Nationalsozialismus
- Lothar Witt (* 1935), Funktionär der Freien Deutschen Jugend (FDJ), Abgeordneter der Volkskammer der DDR

Mit Rummelsburg verbundene Persönlichkeiten
- Heinrich Zille (1858–1929), Pinselheinrich, Maler und Grafiker, lebte in der Geusenstraße 16
- Felix Tucholla (1899–1943), Widerstandskämpfer gegen den Nationalsozialismus, lebte in der Kaskelstraße 41
- Hans Krüger (1904–1944), Widerstandskämpfer gegen den Nationalsozialismus, lebte in der Türrschmidtstraße 38
- Georg Lehnig (1907–1945), Widerstandskämpfer gegen den Nationalsozialismus, lebte in der Wönnichstraße 105
- Gustav Zahnke (1908–1930), Opfer des Nationalsozialismus, lebte in der Margaretenstraße 9
- Wilhelm Martinke (1909–1945), Widerstandskämpfer gegen den Nationalsozialismus, lebte in der Pfarrstraße 92
- Käthe Tucholla (1910–1943), Widerstandskämpferin gegen den Nationalsozialismus, lebte in der Kaskelstraße 41